# Jean Rey

Bustul lui Jean Rey ca element al Monumentului părinților fondatori ai Uniunii Europene din Parcul Herăstrău din București

Jean Rey (n. 15 iulie 1902, Liège - d. 19 mai 1983, Liège) a fost un avocat și om politic belgian și militant valon. A fost ministru al reconstrucției în guvernul belgian (1954 - 1958).
În calitate de ministru a militat pentru înființarea Comunității Europene a Cărbunelui și Oțelului și apoi a participat la negocierile pentru Tratatul de la Roma.
A fost membru al Comisiei Europene (1958-1967) și i-a succedat lui Walter Hallstein ca președinte al Comisiei Europene (1967-1970).
Fin diplomat și negociator abil, dă dovadă de eficacitate la întâlnirea la vârf de la Haga, unde se hotărăsc o serie de măsuri de relansare și accelerare a construcției europene.
Jen Rey este la originea sistemului resurselor financiare proprii ale Uniunii Europene, care a culminat, la 22 aprilie 1970, cu semnarea Tratatului de la Luxemburg, cunoscut sub denumirea scurtă Tratatul bugetar din 1970 (denumirea completă fiind:  Tratatul de modificare a unor dispoziții bugetare ale Tratatelor de instituire a Comunităților Europene și a Tratatului de instituire a unui Consiliu unic și a unei Comisii unice ale Comunităților Europene).

## In memoriam
Ca omagiu pentru contribuția sa la fondarea Uniunii Europene, bustul său a fost inclus printre cele 12 busturi de oameni politici reunite în Monumentul părinților fondatori ai Uniunii Europene, inaugurat la București, la 9 mai 2006, de Ziua Europei, pe Insula Trandafirilor din Parcul Herăstrău.
Premiul internațional Jean Rey (Jean Rey international Prize), (înființat ca un omagiu adus gândirii liberale ale lui Jean Rey, care a fost președinte al Comisiei Comunităților Europene și care a fost ales  în parlamentul European la primele alegeri, în 1979, prin vot popular), răsplătește o personalitate internațională din rândul politicienilor, oamenilor de știință sau economiștilor, care s-au remarcat prin umanism și universalism.